# Нью-Смерна-Бич
Нью-Смерна-Бич (англ. New Smyrna Beach) — город в округе Волуша, штат Флорида, США. Расположен в центральной части восточного побережья штата, омываемого водами Атлантического океана. Согласно данным Бюро переписи населения США 2013 года, в городе проживало 23 230 человек. 
Некоторое время город исполнял функции административного центра округа.
Даунтаун расположен на западной стороне реки Индиан. Мост Коронадо-Бич пересекает береговой канал к югу от открытого залива Понсе де Леон, соединяя материковую часть с пляжем на барьерном острове.
В прилегающих к городу районах предоставляются разнообразные возможности для отдыха на свежем воздухе, включая рыбную ловлю, хождение под парусом, водную прогулку на моторной лодке, игру в гольф и пешеходный туризм. Гости принимают участие во всевозможных водных видах спорта, в том числе плавании, подводном погружении, кайтсёрфинге и сёрфинге. В июле 2009 года Нью-Смерна-Бич занял девятое место в списке «Лучшие города для сёрфинга» по версии журнала «Surfer», а в 2012 году журнал «National Geographic» назвал Нью-Смерна-Бич «одним из 20 лучших городов мира для сёрфинга».

## История
В 1768 году на территории будущего города появилось первое поселение европейцев, когда шотландский врач Эндрю Тёрнбулл, друг Джеймса Гранта, губернатора Восточной Флориды в 1763—1771 годах, основал колонию Нью-Смерна (рус. Новая Смирна), назвав её в честь родного города своего тестя. Он завербовал около 1 300 переселенцев для выращивания конопли, сахарного тростника и индиго, а также для производства рома на своих плантациях на северо-восточном атлантическом побережье Флориды. Большинство колонистов прибыло из Менорки (исторически известной как Минорка), одного из средиземноморских Балеарских островов Испании (с каталонской культурой и говоривших на каталонском языке), а также среди них было около 500 греков. Никто ранее не предпринимал попыток поселить такое большое количество людей зараз в городе Северной Америки.
Хотя в первые несколько лет колония производила довольно большое количество обработанного индиго, бизнес потерпел крах после серьёзных убытков, причиной чему послужили распространяемые насекомыми болезни и набеги индейцев, а также растущая напряжённость, вызванная жестоким обращением с колонистами со стороны Тёрнбулла и его надзирателей. Оставшиеся в живых около 600 человек прошли почти 70 миль на север по Кингс-Роуд, переселившись в Сент-Огастин, где их потомки живут по сегодняшний день.
В 1783 году Восточная и Западная Флорида вернулись к испанцам (см. также Испанская Флорида), и Тёрнбулл оставил свою колонию, перебравшись в Чарлстон (Южная Каролина).
Греческий православный национальный храм Святого Фотия, расположенный на улице имени святого Георгия в Сент-Огастине, посвящён грекам, бывшим среди поселенцев Нью-Смерны. Они являлись первыми греческими православными в Северной Америке.
Вплоть до XIX века в Центральной Флориде проживало малое количество белых поселенцев, и она часто подвергалась набегам индейцев семинолов, пытавшихся защитить собственную территорию. В ходе Семинольских войн армия Соединённых Штатов Америки вела борьбу против них, однако аборигены никогда не были полностью вытеснены.
В 1860-х годах, во время гражданской войны в США, «Каменная пристань» Нью-Смерны подверглась обстрелу с канонерских лодок Союза.
В 1887 году, когда Нью-Смерна получила статус города, численность её населения составляла 150 жителей.
В 1892 году промышленник Генри Флаглер оказал содействие развитию города через свою железнодорожную компанию, что привело к стремительному росту численности местного населения. Его экономика выросла благодаря появлению и развитию индустрии туризма в дополнение к коммерческому рыболовству и производству цитрусовых культур.
В 1920-х годах, когда в США действовал «сухой закон», город и его речные острова были популярными местами нелегального изготовления спиртных напитков среди бутлегеров, прибывших с Багамских островов через залив Москито (сегодня залив Понсе де Леон).
В 1947 году город получил название Нью-Смерна-Бич после того как в его состав была включена приморская община Коронадо-Бич. Сегодня это город-курорт, в котором проживает более 20 000 постоянных жителей.
Как и Сент-Огастин, основанный испанцами, Нью-Смерна находилась под властью четырёх «флагов»: британцев, испанцев, Соединённых Штатов (с 1821 года, с ратификацией договора Адамса-Ониса) и гюйса Конфедерации. После окончания Гражданской войны в 1865 году город вместе с Флоридой вернулся в состав Соединённых Штатов.

## Физико-географическая характеристика

### География
Согласно Бюро переписи населения США, Нью-Смерна-Бич имеет общую площадь 98,0 кв. км, из которых 89,7 км² приходится на сушу, а 0,8 км² (8,46 %) — на водное пространство. Граничит с городом Порт-Ориндж на северо-западе, неинкорпорированным округом Волуша на севере, статистически обособленной местностью Самсула-Спрус-Крик на западе, городом Эджуотер, неинкорпорированной общиной Бетьюн-Бич и национальным побережьем Канаверал на юге. Омываемый на востоке Атлантическим океаном, Нью-Смерна-Бич стоит на реке Индиан. С другими регионами штата связан через межштатную автомагистраль I-95, шоссе US 1, государственные дороги SR 44 и SR 442.

### Климат
Как и на всей территории Флориды к северу от озера Окичоби, климат Нью-Смерна-Бич является cубтропическим океаническим (Cfa по классификации климатов Кёппена), характеризующийся жарким, влажным летом и мягкими, в основном сухими зимами.
Сезон дождей длится с мая по октябрь, а сухой сезон — с ноября по апрель.
За 250-летнюю историю города в нём зафиксировано всего три снегопада.
Лето длинное и жаркое, с частыми сильными грозами во второй половине дня. Центральная Флорида является «столицей молний» Северной Америки.
Зимы умеренные с частым ясным небом и сухой погодой.

Среди метеорологических опасных явлений в Нью-Смерне наблюдаются ураганы с июня по ноябрь.
| Показатель                    | Янв. | Фев. | Март  | Апр. | Май  | Июнь  | Июль  | Авг.  | Сен.  | Окт.  | Нояб. | Дек. | Год    |
| ----------------------------- | ---- | ---- | ----- | ---- | ---- | ----- | ----- | ----- | ----- | ----- | ----- | ---- | ------ |
| Абсолютный максимум, °C       | 33   | 32   | 33    | 36   | 38   | 39    | 39    | 38    | 37    | 35    | 32    | 31   | 39     |
| Средний суточный максимум, °C | 20,4 | 21,7 | 23,8  | 26,3 | 29,4 | 31,5  | 32,4  | 32,2  | 30,6  | 27,9  | 24,6  | 21,4 | 26,9   |
| Средний суточный минимум, °C  | 8,4  | 10   | 12,2  | 14,7 | 18,4 | 21,8  | 22,7  | 23    | 22,3  | 18,8  | 14,1  | 10,3 | 16,4   |
| Абсолютный минимум, °C        | −9   | −4   | −3    | 0    | 4    | 11    | 16    | 17    | 11    | 4     | −4    | −7   | −9     |
| Норма осадков, мм             | 69,6 | 70,4 | 107,7 | 55,4 | 79,5 | 148,1 | 148,1 | 162,6 | 176,8 | 108,5 | 68,1  | 66,8 | 1261,6 |
| Источник: NOAA                |      |      |       |      |      |       |       |       |       |       |       |      |        |

## Население
По данным переписи населения 2010 года, в городе проживало 22 464 человека, 6 322 семьи и насчитывалось 11 074 домохозяйства. Плотность населения была равна 279,5 жителям на кв. км, количество жилищных единиц было равно 491,9 со средней плотностью застройки 189,9 на кв. км. Расовый состав был представлен 90,8 % белых американцев, 5,9 % афроамериканцев, 0,3 % коренных американцев, 1,1 % американцев азиатского происхождения и 0,5 % представителей других рас, а также 1,4 % смешанной расы. 2,8 % от общего числа населения составляли испанцы или латиноамериканцы.
Из 11 074 домохозяйств в 14,8 % проживали дети в возрасте до 18 лет, 44,1 % составляли проживающие вместе супружеские пары, 9,4 % — домохозяйки без супругов и 42,9 % — несемейные домохозяйства. Около 35,3 % всех домохозяйств состояли из отдельных лиц, а 18,2 % — живущих в одиночестве пожилых людей в возрасте от 65 лет и старше. Средний размер домохозяйства составлял 2,01, а средний размер семьи — 2,54 человека.
13,9 % от общего числа населения составляли жители в возрасте до 18 лет, 3,6 % — от 20 до 24 лет, 17,9 % — от 25 до 44 лет, 31,3 % — от 45 до 64 лет и 31,6 % — от 65 лет и старше. Средний возраст был равен 54,3 годам. Гендерный состав был представлен 52,1 % женщин и 47,9 % мужчин.
Средний показатель доходов на домохозяйство составлял 49 625 долларов, а на семью — 62 267 долларов. Мужчины имели средний доход 38 132 доллара, а женщины — 32 087 долларов. Доход на душу населения был равен 31 013 долларам. Около 10,9 % семей и 13,0 % от общего числа населения жили ниже черты бедности, в том числе 21,9 % из них моложе 18 лет и 8,3 % — в возрасте от 65 лет и старше.
Население продолжает увеличиваться благодаря строительству новых кондоминиумов.

## Культура
В городе расположен Атлантический центр искусств.
Входит в список «Лучшие малые города Америки в сфере искусства».

## Нападения акул
Согласно исследованиям глобальной базы данных по нападениям акул «International Shark Attack File» при поддержке Флоридского университета, в округе Волуша было зарегистрировано самое большое число подтверждённых укусов акул в мире. Эксперты из университета упомянули округ как имеющий «печальную славу столицы мира по укусам акул». Эта тенденция сохранялась и в 2008 году, в течение которого город побил свой собственный рекорд с 24 акульими укусами.
В июне 2011 года фотографу газеты «Orlando Sentinel» удалось зафиксировать момент перепрыгивания через сёрфера 1,2-метровой короткопёрой серой акулы.
18 сентября 2016 года акулы в течение нескольких часов напали на трёх разных сёрферов на одном и том же пляже.